# Commissario europeo del Portogallo
Il commissario europeo del Portogallo è un membro della Commissione europea proposto al Presidente della Commissione dal Governo del Portogallo.
Il Portogallo ha diritto ad un commissario europeo dal 1º gennaio 1986, anno della sua adesione alla Comunità Economica Europea.

## Lista dei commissari europei del Portogallo
| Commissario             | Competenza                                                    | Commissione           | Periodo        | Partito |
| ----------------------- | ------------------------------------------------------------- | --------------------- | -------------- | ------- |
| Maria Luís Albuquerque  | Servizi finanziari e Unione dei risparmi e degli investimenti | von der Leyen II      | 2024-in carica | PSD     |
| Elisa Ferreira          | Coesione e Riforme                                            | von der Leyen I       | 2019-2024      | PS      |
| Carlos Moedas           | Ricerca, scienza e innovazione                                | Juncker               | 2014-2019      | PSD     |
| José Manuel Barroso     | Presidente                                                    | Barroso I, Barroso II | 2004-2014      | PSD     |
| António Vitorino        | Giustizia e Affari interni                                    | Prodi                 | 1999-2004      | PS      |
| João de Deus Pinheiro   | Relazioni con i paesi di Africa, Caraibi e Pacifico           | Santer e Marín        | 1995-1999      | PSD     |
| João de Deus Pinheiro   | Relazioni col Parlamento e gli Stati membri                   | Delors III            | 1993-1995      | PSD     |
| António Cardoso e Cunha | Personale, Amministrazione e Traduzione                       | Delors I e Delors II  | 1986-1993      | PSD     |